# Grosotto
Grosótto (Grosùt in dialetto valtellinese, Grosót in dialetto locale) è un comune italiano di 1 642 abitanti della provincia di Sondrio in Lombardia, situato a 600 m di altitudine sul livello del mare, poco oltre Tirano in direzione di Bormio.
Piccolo paese tranquillo, risulta essere alle porte della Val Grosina nella quale è possibile effettuare numerose escursioni e passeggiate nei vari alpeggi .
Sentieri più impegnativi portano al Dos Cornin (2775 m). Cima più alta del comune è Cima Sasumer in val Piana (2840 m). A Grosotto numerose sono le attività, sportive e non, promosse dalla Pro loco, che vengono svolte sia in estate che in inverno.

## Storia

### Simboli
Lo stemma e il gonfalone sono stati concessi con DPR del 27 ottobre 1994.
Il gonfalone è un drappo di bianco con la bordatura di rosso.

## Monumenti e luoghi d'interesse
Dell'antico borgo medievale restano poche testimonianze; fu, infatti, più volte saccheggiato e dato alle fiamme. 

### Architetture religiose
- La parrocchiale di Sant'Eusebio[7], situata via Patrioti, chiesa dotata di campanile terminante in una cupola retta da un tamburo ottagonale[8].

- Il Santuario della Beata Vergine delle Grazie,[9] la cui costruzione fu iniziata nel 1487 come ringraziamento del paese per lo scampato pericolo di distruzione da parte dei Grigioni.[8][10] Consacrato già nel 1490,[11] venne completamente rifatto tra il 1609 e il 1623. L'interno è a una sola navata, con volta a botte affrescata dal pittore valtellinese Eliseo Fumagalli[12]. Nel Santuario si conserva un organo settecentesco, dotato di cassa in legno scolpito e intagliato[13].

- La cappella di San Rocco e l'oratorio del SS. Crocefisso.

### Architetture militari
Sul territorio comunale sono presenti numerose strutture di difesa, realizzate come seconda linea difensiva durante il primo conflitto mondiale. Di particolare interesse sono la postazione difensiva collocata in loc. Castelin e la cannoniera in loc. Pugien. La prima vanta una postazione antiaerea in cemento armato ed una grotta munita di una postazione per cannone; la seconda vanta una postazione multipla per cannoni di cui rimangono i cerchi in roccia all'interno dei quali erano posizionati i cannoni oltre ad altre due postazioni antiaeree ben conservate.
Medievali sono invece le architetture presenti nel parco delle Incisioni rupestri di Grosio e Grosotto, dove si trovano i resti del castello di S. Faustino di Grosotto (comprensivi del campanile dei Santi Faustino e Giovita) e del Castello Nuovo di Grosio.

### Architetture civili
Tra le architetture civili spiccano Palazzo Omodei, la casa del capitano Giacomo Robustelli e casa Stoppani, davanti alla quale si trova un'antica fontana-lavatoio, detta dei quattro cannoni, risalente al 1695. Di interesse sono anche le seguenti costruzioni.
- Il torchio vinario: in via Patrioti, visitabile su prenotazione presso gli uffici comunali è conservato un torchio vinario a leva del '700, attivo da quell'epoca fino alla metà degli anni '70.
- Il mulino Osmetti: in via Molini 47, opera il mulino Osmetti, l'unico rimasto di una decina di opifici che fino al 1950 erano funzionanti nella zona. Dal 1868 le tre macine in granito continuano a trasformare in farina i vari tipi di grano.
- La casa parrocchiale, di fronte alla quale trova posto un'antica gogna.[8]

### Aree archeologiche e naturali
- Nel PLIS Parco delle Incisioni rupestri di Grosio e Grosotto, è possibile visitare i castelli medievali (Castello Nuovo e Castello di S. Faustino) e la Rupe Magna con le sue incisioni rupestri risalenti in epoche comprese tra Neolitico ed Età del Ferro.
- Il parco “Prati di Punta”, ove è praticabile la pesca sportiva, è circondato da un parco giochi e aree per attività sportive.

## Società

### Evoluzione demografica
Abitanti censiti